# Molka
Molka (koreanisch 몰카, 몰래 카메라, Aussprache [ˈmɑeˌka]) ist ein in den 1990er Jahren erfundener Begriff für das Einschleusen von Minikameras in den privaten Raum, um andere Menschen ohne ihre Zustimmung zu beobachten. Das Wort Molka ist die Abkürzung (Kofferwort) der beiden englischen Wörter mole camera, also Maulwurfskamera.
Seit ca. 2010 verbreitet sich Molka in Südkorea so signifikant, dass es jedes Jahr Tausende von Strafanzeigen gab. Typischerweise werden die oft nur stecknadelkopfgroßen und über Funk mit dem Betreiber verbundenen Kameras in Hotelföns oder öffentliche Toiletten eingebaut, um Zeitgenossen bei intimen Tätigkeiten zu beobachten. Auch Rolltreppen sind beliebte Verstecke, um Frauen unter die Röcke zu sehen. Viele Molka-Täter sehen das als Sport und installieren die Überwachungskameras nur für kurze Zeit an einem Ort, bevor sie sie an einem anderen Ort versteckt befestigen. Die Kameratechnik kommt aus der Smartphone-Technik. Koreanische Technikkonzerne haben entscheidend zu der Miniaturisierung von hoch auflösenden Kameras beigetragen.
Die weite Verbreitung von Molka hat zu einer erheblichen Verunsicherung unter Frauen in Südkorea geführt, weil sie ständig damit rechnen müssen, heimlich gefilmt und später von den Tätern im Internet bloßgestellt zu werden. Seit dem Herbst 2018 werden daher die öffentlichen Toiletten in der Hauptstadt Seoul regelmäßig auf Kameras untersucht. Es gibt auch spezielle Detektoren zu kaufen, die versteckte Minikameras aufspüren sollen, doch kann mit solchen Geräten bislang nur die Anwesenheit einer versteckten Kamera nachgewiesen, nicht aber ihre Position ermittelt werden. 2021 entwickelten südkoreanische und singapurische Sicherheitsexperten eine als Laser Assisted Photography Detection (LAPD) bezeichnete Technologie für Smartphone-Apps, die dieses Problem mithilfe des in vielen Handys eingebauten Time-of-flight-Sensors (TOF) lösen soll und kleine versteckte Kameras lokalisieren kann.
Nach südkoreanischem Strafrecht wird die Tat mit einer Freiheitsstrafe von bis zu fünf Jahren oder einer Geldstrafe von bis zu umgerechnet 7800 Euro bestraft. Im Jahr 2017 hatte es als mehr als 5400 Festnahmen wegen des Verdachts von Molka-bezogenen Straftaten gegeben. Davon wurden weniger als zwei Prozent zu Freiheitsstrafen verurteilt. 2018 nahmen mehrere tausend Südkoreanerinnen und Südkoreaner an Demonstrationen teil und forderten ein schärferes Vorgehen des Staates gegen die Täter. Im März 2019 wurde der koreanische Popstar und Schauspieler Jung Joon-Young von mehreren Frauen angezeigt, weil er sie mit Drogen betäubt und anschließend missbraucht und dabei ohne ihr Wissen beim Geschlechtsverkehr gefilmt hatte und die Clips anschließend mit seinen Freunden teilte. Er wurde zu sechs Jahren Gefängnis verurteilt und 2020 zu fünf Jahren begnadigt. Im gleichen Jahr ergriff die südkoreanische Polizei zwei Männer, die monatelang Hotelgäste mit versteckten Minikameras aufgenommen und Bildmaterial von über 1600 Opfern gesammelt hatten.